# Berislav Makjanić
Berislav Makjanić (Zagreb, 25. studenog 1922. – Split, 9. listopada 1988.), hrvatski meteorolog.
Jedanaest je godina radio u hidrometeorološkoj službi, kao klimatolog. Zaslužan je za uspostavu mreže meteoroloških postaja u Hrvatskoj. Njegovi stručni i znanstveni interesi obuhvaćali su različita područja meteorologije i geofizike.
Bio je vrstan teoretičar, a njegov znanstveni doprinos istraživanju bure drži se temeljitim. Više od tri desetljeća sudjelovao je u nastavi na Prirodoslovno-matematičkom fakultetu u Zagrebu kao profesor. Bio je dugogodišnji pročelnik Geofizičkog zavoda, sedamdesetih godina je bio dekan Prirodoslovno-matematičkog fakulteta u Zagrebu. Osamdesetih godina 20-tog stoljeća je postao izvanredni član JAZU.